# Darracq

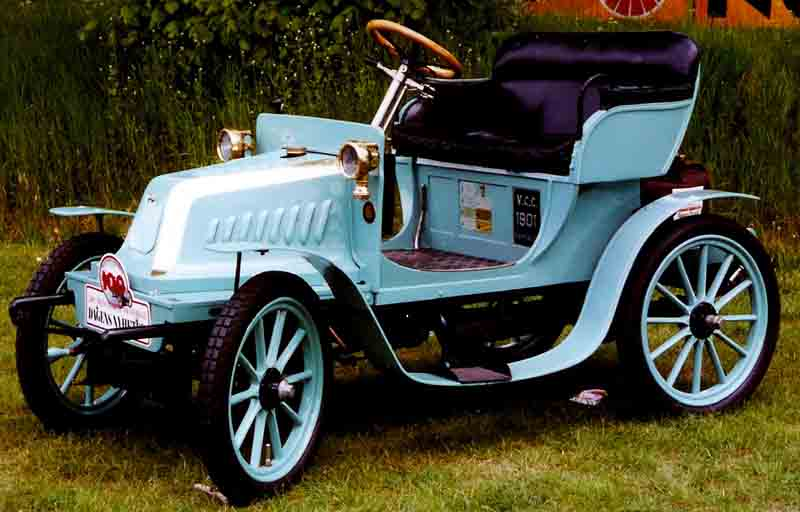
Darracq 6½ HP 1901

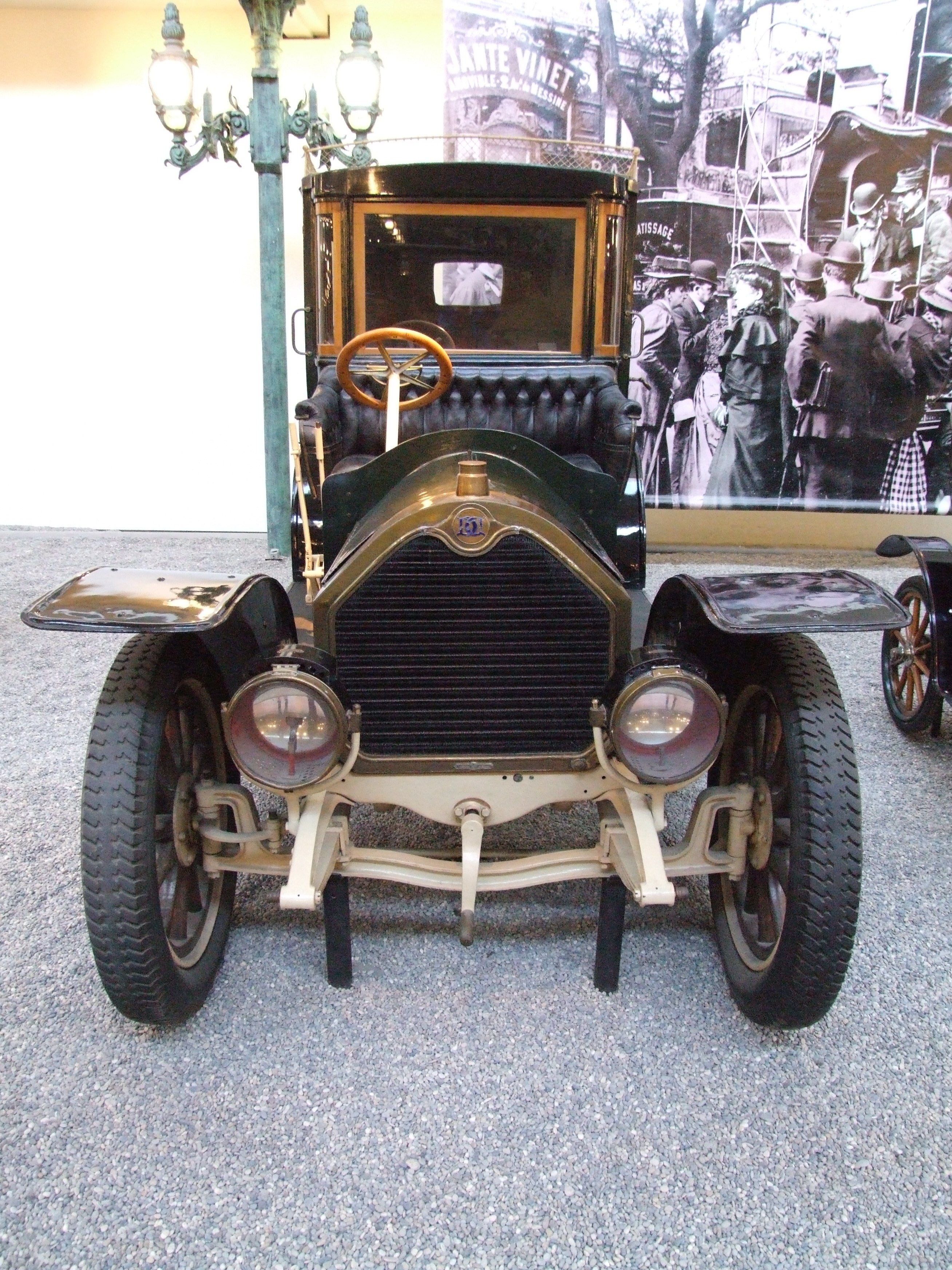
Darracq Coupé Chaffeur SS 20/28, 1907, 4 Zylinder, 28,5 PS, 4728 ccm, 70 km/h, Cité de l’Automobile – Musée National – Collection Schlumpf, Mulhouse, Frankrike

Darracq, fransk fordonstillverkare grundad 1896 av Alexandre Darracq.
Alexandre Darracq började först tillverka små, smidiga med bensinmotorer bilar för vardagsbruk. Han hade dock svårt att få fram lämpliga konstruktioner och övergick till tillverkning av elbilar, då främst för stadsbruk. Sedan övergick han till att åter producera bensinmotorer, och framställde bland annat en racerbil med hela 70 hästkrafter, vilken hade sin tids starkaste bilmotor. De dyra bilarna var svårsålda, men genom att på licens tillverka enklare bilar av Léon Bollées konstruktion lyckades han vid sekelskiftet 1900 att nå en produktion av 1200 bilar per år, vilket gjorde firman till tiden stora.,
Då Opel beslutade sig för att börja tillverka bilar skedde det genom ett samarbete med Darracq varför bilarna kallades Opel-Darracq.